# Дов Цифроні
Дов Цифроні (нар. 17 лютого 1976) — ізраїльський шахіст, гросмейстер від 1999 року.

## Шахова кар'єра
Кілька разів представляв Ізраїль на чемпіонатах світу і Європи в різних вікових категоріях, найбільшого успіху досягнувши 1988 року в Тімішоарі, де виборов бронзову медаль ЧС до 12 років.
1992 року поділив 2-ге місце (позаду Якова зільбермана, разом з Яношем Сабольчі) в Рамат-га-Шароні. У 1996 році переміг (разом з Борисом Канцлером на турнірі ASA а Тель-Авіві. Наприкінці 1990-х років тричі досягнув успіху на меморіалах Моше Черняка, які відбулись у Тель-Авіві: 1997 році поділив 1-ше місце (разом з Леонідом Гофштейном, Борисом Аврухом і Борисом Канцлером), а в 1998 і 1999 роках одноосібно переміг. 2000 року поділив 2-ге місце в Герцлії (позаду Петером Веллсом, разом з Яном Густафсоном). У 2002 році поділив 1-ше місце (разом із, зокрема, Авігдором Биховським, Віталієм Голодом і Аліком Гершоном) у Кфар-Саві. 2005 року переміг (разом з Костянтином Лернером) в Герцлії. Чергового успіху досягнув 2006 року, поділивши 2-ге місце (позаду Максима Родштейна, разом з Костянтином Лернером і Яковом Зільберманом) на чемпіонаті Ізраїлю.
Найвищий рейтинг Ело в кар'єрі мав станом на 1 липня 2003 року, досягнувши 2552 очок займав тоді 12-те місце серед ізраїльських шахістів.

## Зміни рейтингу
| На цьому місці має відображатися графік чи діаграма, однак з технічних причин його відображення наразі вимкнено. Будь ласка, не видаляйте код, який викликає це повідомлення. Розробники вже працюють для того, щоби відновити штатне функціонування цього графіка або діаграми. | |
| | На цьому місці має відображатися графік чи діаграма, однак з технічних причин його відображення наразі вимкнено. Будь ласка, не видаляйте код, який викликає це повідомлення. Розробники вже працюють для того, щоби відновити штатне функціонування цього графіка або діаграми. |